# ペップ出版
株式会社ペップ出版（ペップしゅっぱん）は、1979年9月まで存在した日本の中堅出版社。"タレント本"の先駆者的な出版社として知られた。

## 歴史
1969年3月17日、東京都千代田区有楽町ニッポン放送内に資本金1000万円で、株式会社パシフィック・エンタープライズとして創業。代表取締役会長に石田達郎、代表取締役社長に高崎一郎が就任。設立後すぐに南こうせつとかぐや姫、加藤和彦らと契約を結び、レコード原盤の製作を手掛けた。またアメリカの雑誌『ルック』に発表されたリチャード・アヴェドン作のビートルズポスターの日本国内販売権を取得し、時勢に乗った。
1972年7月、本社を有楽町から六本木に移し、社名を「ペップ」と変更。入社数年の26歳の松崎満が社長に就任した。松崎は『週刊ポスト』の誌上麻雀大会に使われていた赤坂の料亭「ナオミ」の女将の一人息子。父親は不詳の私生児として生まれ、幼い頃から店に出入りする作家や財界人、有名人に可愛がられ育てられた。1969年に立教大学卒業後、歌手を志望し、芸能界に近いパシフィック・エンタープライズに入社した。それまでレコードの版権を有する商売だった音楽出版社から、本の出版を専門とする会社になった。松崎は社長就任前から南こうせつ『愛の塩焼き』、興津要『艶笑落語』『微笑酔談』など、出版界にそれまで無かった「タレント人気をそのまま"本"にパッケージした商売」という出版メソッドを編み出した。
1974年12月に出版した笑福亭鶴光『かやくごはん』は『続かやくごはん』と合わせて50万部のベストセラー。以降も北公次『256ページの絶叫』、竹下景子『水仙花』など、10万部以上を売り上げるベストセラーを7本連続して生み出し、1975年5月、完全に出版業に専念する意味で、社名を「ペップ出版」に変更、年商10億円の中堅出版社として成長していった。
1976年2月、ニッポン放送と出版物における業務提携を結び、独占出版権を得た。オールナイト・ニッポンのスポンサーとなり、タレント本を中心とした新刊本の広告がなされた。当時30歳の松崎は「ペップ印刷」「ペップ新社」「ぶっくまん」「スリーセブン」「シックスティーンマガジン・ジャパン」などの関連会社を持つ出版社の代表として君臨した。以降、タレント本を200冊以上世に出し、その大半はゴーストライターによるものだが、山本コウタローが取材を重ねたといわれる『誰も知らなかったよしだ拓郎』などは貴重な資料として知られる。
タレント本以外の出版もあったが、主力であるタレント本は大手出版社が参入、競争が激化し、実際は1970年代後半からは出す本、出す本が売れなかったといわれ、返本率が50％を越し、苦しい経営から逃れるためにまた新刊本を乱発。それも売れずに戻ってくる自転車操業が続いた。
1979年に入り、『話の特集』にいた矢崎泰久の離婚した妻の弟が社長兼編集長に就任したが、再建はならず。1979年9月5日、負債総額3億1500万円を計上し、事実上倒産した。出版社の体質から債権者120社（人）は、ほとんどが芸能事務所だったといわれる。KKベストセラーズの設立者である岩瀬順三に誘われた社員数名が、岩瀬とともに1979年11月にワニブックスを設立している。

## 主な出版物
タレント本
- 西城秀樹『君におくろう僕の愛を』『誰も知らなかった西城秀樹』
- アグネス・チャン『小さな恋のおはなしPART III、また逢う日まで』『お元気ですかLOVE LETTER from AGNES CHAN』
- 和田アキ子『雨あがりのブルージーン』
- 坂上二郎『たぬき先生：たんたんエッセイ』
- 谷村新司『蜩』
- フォーリーブス『フォーリーブス 青春共和国』
- 沢たまき『大学生諸君! 』
- あおい輝彦・佐藤公彦『あおい君と佐藤クン』
- 岡田奈々『岡田奈々17歳 奈々のひとりごと』
- 太田裕美『まごころ』『まごころパート2 背中あわせのランデブー』
- 井上陽水『青空ふたり旅』
- フィーバー『写真集』
- ピンクレディー『雨あがりミイとケイ』
- アン・ルイス『おしゃれ読本』
- 北山修『真夜中の辞典』
- 国広富之『風吹く街角で』
- 松坂慶子『プレリュード』
- 東てる美『terumi』
- 藤本憲幸『蘇るからだ』
- 小林麻美『ブルーグレイの夜明け』
- 斉藤とも子『ありがとうあなた』
- 香坂みゆき『風にまかせて』、『拝啓!青春諸君』
- 石川ひとみ『妖精の旅立ち』
- 原田真二『オデッセイ★』
- 糸居五郎『拝啓!青春諸君』
- オールナイト・ニッポン+キャンディーズ『ビバ・キャンディーズ』
- オフコース『フェア・ウェイ』『フォト&楽譜集』
- Wヤング『Wヤングの漫才人生』
- サザンオールスターズ『勝手にシンドブック』
- レイジー『レイジーとあそぼう1ー5』
- 川﨑麻世『ぼくの明日〜麻世とあなたの出逢い』

タレント本以外
- はらたいら『ゲバゲバ時評』
- 山上たつひこ『笑殺爆弾』
- 川上源太郎『日本が心配でたまらない 川上源太郎対談』
- 川上宗薫『色の話』
- 近藤啓太郎『犬バカものがたり』『愛の記念碑』
- 田島真吾『田島真吾 写真集・モノローグ』
- 江森陽弘『金子光晴のラブレター』
- 吉行淳之介『悪友記』
- 柳田邦夫・水上勉『宗教と人間を問う』
- 石川弘義・坂田稔『頭をよくする本』
- 梶山季之『色魔』